# لا پالما دل کندادو
لا پالما دل کندادو (به اسپانیایی: La Palma del Condado) یک دهستان در اسپانیا است که در استان اوئلوا واقع شده‌است. لا پالما دل کندادو ۶۱ کیلومتر مربع مساحت و ۱۰٬۶۰۶ نفر جمعیت دارد و ۹۳ متر بالاتر از سطح دریا واقع شده‌است.